# Oncometopia badia
Oncometopia badia är en insektsart som först beskrevs av Walker 1851.  Oncometopia badia ingår i släktet Oncometopia och familjen dvärgstritar. Inga underarter finns listade i Catalogue of Life.